# لورين ميشيل هيل
لورين ميشيل هيل (بالإنجليزية: Lauren Michelle Hill)‏ هي عارضة وممثلة أمريكية، ولدت في 27 يونيو 1979 في الولايات المتحدة.

## أعمال

### أفلام
- (2008) ذي هاوس باني[4]

## وصلات خارجية
- لورين ميشيل هيل على موقع IMDb (الإنجليزية)
- لورين ميشيل هيل على موقع قاعدة بيانات الفيلم (الإنجليزية)
- لورين ميشيل هيل على موقع كينوبويسك (الروسية)